# Шитов, Николай Алексеевич
Николай Алексеевич Шитов (1918 — 2000) — советский военный деятель, начальник инженерного управления гражданской обороны СССР, генерал-майор.

## Биография
Русский, из рабочих, член ВКП(б) с 1941. Призван в ряды РККА в 1937. В 1939 выпускник Ленинградского инженерного военного училища. Во время Зимней войны лично взрывал доты на линии Маннергейма. С 1941 по 1944 воевал в должностях командира взвода, роты, начальника штаба инженерного батальона, помощника командира батальона. Участвовал в прорыве блокады Ленинграда. В 1948 окончил Военную академию им. М. В. Фрунзе. В послевоенный период преподаватель Высшей офицерской инженерной школы. Затем старший офицер и заместитель начальника отдела штаба инженерных войск Советской Армии. В 1970 непосредственно в боевых порядках соединений и частей египетской армии работал советником командующего инженерными войсками египетских войск. Затем заместитель начальника инженерных войск вооружённых сил и Группы советских войск в Германии. С 1972 по 1977 начальник Инженерного управления Гражданской обороны СССР.

## Награды
В Зимнюю войну за диверсионную деятельность против фортификаций противника награждён орденом Красного Знамени в 1940. В Великую Отечественную войну за ряд подвигов на поле боя был представлен к ордену Ленина но получил орден Отечественной войны 1-й степени в 1943 за выполнение ряда заданий командования в районе Красного Бора и проявленное при этом мужества и героизма. Имел два ранения в голову в 1939-1940 и ранение в грудь навылет 23 марта 1943.